# Софониха (Ильинское сельское поселение)
Софониха — деревня в Харовском районе Вологодской области.
Входит в состав Ильинского сельского поселения, с точки зрения административно-территориального деления — в Ильинский сельсовет.

## География
Расстояние по автодороге до районного центра Харовска — 29 км, до центра муниципального образования Семенихи — 4 км. Ближайшие населённые пункты — Алферовская, Шилыково, Обориха, Михайловское, Жерличиха.

## Население
По переписи 2002 года население — 3 человека.